# Chiesa di San Michele (Nurri)
La chiesa di San Michele è un edificio religioso situato a Nurri, centro abitato della Sardegna meridionale. Consacrata al culto cattolico è sede dell'omonima parrocchia e fa parte dell'arcidiocesi di Cagliari.

Edificata con pianta a croce greca nel XVI secolo, risalta  la particolarità del sagrato e la torre campanaria in stile gotico-catalano.